# Metropolitan Handicap
Groupe 1
Le Metropolitan Handicap, aussi appelé "Met Mile", est une course hippique de plat se déroulant sur l'hippodrome de Belmont Park, à Elmont, dans le Comté de Nassau, près de la ville de New York aux États-Unis. Depuis 2014, elle a lieu début juin, le même jour que les Belmont Stakes.

## Caractéristiques et histoire
L'une des plus anciennes et des plus prestigieuses courses du calendrier américain, le Metropolitan Handicap est une course de groupe 1 réservée aux chevaux de 3 ans et plus, disputée sur la distance de 1 mile, soit environ 1 600 mètres, piste en sable. La dotation s'élève à 1 000 000 $. Les premières éditions se déroulent sur l'hippodrome de Morris Park, puis l'épreuve élit domicile à Belmont Park à partir de 1904, à l'exception de neuf éditions (1960-1967, 1969 et 1975), qui se déroulent à Aqueduct Racetrack. Le Metropolitan Handicap est le premier volet des New York Handicap Triple series, un triptyque où il est suivi par le Suburban Handicap et le Brooklyn Handicap. Quatre chevaux seulement ont réussi le challenge : Whisk Broom II (1913), Tom Fool (1953), Kelso (1961) et Fit to Fight (1984). 

### Records
Temps :
- 1'32"73 – Frosted (2016)

Propriétaire le plus titré
- 6 – Greentree Stable (1940, 1943, 1944, 1945, 1953, 1963)

Jockey le plus titré :
- 5 – John Velazquez (1996, 1999, 2010, 2012, 2014)

Entraîneur le plus titré :
- 6 – John M. Gaver, Sr. (1940, 1943, 1944, 1945, 1953, 1963)

## Palmarès
| Année     | Vainqueur          | Pays          | Père             | Jockey               | Entraîneur                        | Propriétaire                       | Deuxième           | Troisième          | Temps         |
| --------- | ------------------ | ------------- | ---------------- | -------------------- | --------------------------------- | ---------------------------------- | ------------------ | ------------------ | ------------- |
| 2025      | Raging Torrent     | États-Unis    | Maximus Mischief | Frankie Dettori      | Doug O'Neill                      | Yuesheng Zhang & Craig Dado        | Fierceness         | Just A Touch       | 1'35"89       |
| 2024      | National Treasure  | États-Unis    | Quality Road     | Flavien Prat         | Bob Baffert                       | SF Racing, Starlight Racing & al.  | Post Time          | Hoist The Gold     | 1'35"12       |
| 2023      | Cody's Wish        | États-Unis    | Curlin           | Junior Alvarado      | William I. Mott                   | Godolphin                          | Zandon             | White Abarrio      | 1'34"36       |
| 2022      | Flightline         | États-Unis    | Tapit            | Flavien Prat         | John W. Sadler                    | Hronis Racing, Summer Wind & al.   | Happy Saver        | Speakers Corner    | 1'33"59       |
| 2021      | Silver State       | États-Unis    | Hard Spun        | Ricardo Santana Jr.  | Steve Asmussen                    | Winchell LLC & Willis Horton       | By My Standards    | Mischevious Alex   | 1'35"45       |
| 2020      | Vekoma             | États-Unis    | Candy Ride       | Javier Castellano    | George Weaver                     | R.A. Hill Stable & Gatsas Stables  | Network Effect     | Code of Honor      | 1'32"88       |
| 2019      | Mitole             | États-Unis    | Eskendereya      | Ricardo Santana Jr.  | Steven M. Asmussen                | William & Corinne Heiligbrodt      | Mckinzie           | Thunder Snow       | 1'32"75       |
| 2018      | Bee Jersey         | États-Unis    | Jersey Town      | Ricardo Santana Jr.  | Steven M. Asmussen                | Charles E. Fipke                   | Mind Your Biscuits | Limousine Liberal  | 1'33"13       |
| 2017      | Mor Spirit         | États-Unis    | Eskendereya      | Mike E. Smith        | Bob Baffert                       | Michael Lund Petersen              | Sharp Azteca       | Tommy Macho        | 1'33"71       |
| 2016      | Frosted            | États-Unis    | Tapit            | Joel Rosario         | Kiaran McLaughlin                 | Godolphin                          | Anchor Down        | Upstart            | 1'32"73       |
| 2015      | Honor Code         | États-Unis    | A.P. Indy        | Javier Castellano    | Shug McGaughey                    | Lane's End Racing                  | Tonalist           | Private Zone       | 1'33"18       |
| 2014      | Palace Malice      | États-Unis    | Curlin           | John Velazquez       | Todd Pletcher                     | Dogwood Stable                     | Goldencents        | Romansh            | 1'33"56       |
| 2013      | Sahara Sky         | États-Unis    | Pleasant Tap     | Joel Rosario         | Jerry Hollendorfer                | Goldmark Farm                      | Cross Traffic      | Flat Out           | 1'34"17       |
| 2012      | Shackleford        | États-Unis    | Forestry         | John Velazquez       | Dale Romans                       | Lauffer & Cubbedge                 | Caleb's Posse      | To Honor And Serve | 1'33"30       |
| 2011      | Tizway             | États-Unis    | Tiznow           | Rajiv Maragh         | H. James Bond                     | William Clifton Jr.                | Rodman             | Caixa Eletronica   | 1'32"90       |
| 2010      | Quality Road       | États-Unis    | Elusive Quality  | John Velazquez       | Todd Pletcher                     | Edward P. Evans                    | Musket Man         | Tizway             | 1'33"11       |
| 2009      | Bribon             | France        | Mark of Esteem   | Alan Garcia          | Rob Ribaudo                       | Marc Keller                        | Smooth Air         | Driven By Success  | 1'34"15       |
| 2008      | Divine Park        | États-Unis    | Chester House    | Alan Garcia          | Kiaran McLaughlin                 | James J. Barry                     | Commentator        | Lord Snowdon       | 1'36"91       |
| 2007      | Corinthian         | États-Unis    | Pulpit           | Kent Desormeaux      | James A. Jerkens                  | Centennial Farms                   | Political Force    | Lawyer Ron         | 1'34"77       |
| 2006      | Silver Train       | États-Unis    | Old Trieste      | Edgar Prado          | Richard E. Dutrow Jr.             | Buckram Oak Farm                   | Sun King           | Mass Media         | 1'34"27       |
| 2005      | Ghostzapper        | États-Unis    | Awesome Again    | Javier Castellano    | Robert J. Frankel                 | Stronach Stables                   | Silver Wagon       | Sir Shackleton     | 1'33"20       |
| 2004      | Pico Central       | États-Unis    | Spend A Buck     | Alex Solis           | Paulo Lobo                        | Gary A. Tanaka                     | Bowmans Band       | Strong Hope        | 1'35"40       |
| 2003      | Aldebaran          | Royaume-Uni   | Mr. Prospector   | Jerry D. Bailey      | Robert J. Frankel                 | Flaxman Holdings                   | Saarland           | Peeping Tom        | 1'34"00       |
| 2002      | Swept Overboard    | États-Unis    | End Sweep        | Jorge F. Chavez      | Craig Dollase                     | J. Paul Reddam                     | Aldebaran          | Crafty C T         | 1'33"20       |
| 2001      | Exciting Story     | États-Unis    | Diablo           | Patrick Husbands     | Mark E. Casse                     | Harry T. Mangurian Jr.             | Peeping Tom        | Alannan            | 1'37"00       |
| 2000      | Yankee Victor      | États-Unis    | Saint Ballado    | Heberto Castillo Jr. | Carlos Morales                    | Moreton Binn                       | Honest Lady        | Sir Bear           | 1'34"60       |
| 1999      | Sir Bear           | États-Unis    | Sir Leon         | John Velazquez       | Ralph Ziade                       | Barbara Smollin                    | Crafty Friend      | Liberty Gold       | 1'34"40       |
| 1998      | Wild Rush          | États-Unis    | Wild Again       | Jerry D. Bailey      | Richard Mandella                  | Stronach Stables                   | Bankers Gold       | Accelerator        | 1'33"40       |
| 1997      | Langfuhr           | Canada        | Danzig           | Jorge F. Chavez      | Mike Keogh                        | Gus Schickedanz                    | Western Winter     | Northern Afleet    | 1'33"00       |
| 1996      | Honour and Glory   | États-Unis    | Relaunch         | John Velazquez       | D. Wayne Lukas                    | Michael Tabor                      | Afternoon Deelites | Lite The Fuse      | 1'32"80       |
| 1995      | You And I          | États-Unis    | Kris S           | Jorge F. Chavez      | Robert J. Frankel                 | Edmund A. Gann                     | Lite The Fuse      | Our Emblem         | 1'34"60       |
| 1994      | Holy Bull          | États-Unis    | Great Above      | Mike E. Smith        | Jimmy Croll                       | Jimmy Croll                        | Cherokee Run       | Devil His Due      | 1'33"80       |
| 1993      | Ibero              | États-Unis    | Cinco Grande     | Laffit Pincay Jr.    | Ron McAnally                      | Frank E. Whitham                   | Bertrando          | Alydeed            | 1'34"20       |
| 1992      | Dixie Brass        | États-Unis    | Dixieland Band   | Julio Pezua          | Dennis J. Brida                   | Michael Watral                     | Pleasant Tap       | In Excess          | 1'33"60       |
| 1991      | In Excess          | États-Unis    | Siberian Express | Pat Valenzuela       | Bruce L. Jackson                  | Jack J. Munari                     | Rubiano            | Gervazy            | 1'35"40       |
| 1990      | Criminal Type      | États-Unis    | Alydar           | José A. Santos       | D. Wayne Lukas                    | Calumet Farm                       | Housebuster        | Easy Goer          | 1'34"40       |
| 1989      | Proper Reality     | États-Unis    | In Reality       | Jerry D. Bailey      | Robert E. Holthus                 | Mrs. James A. Winn                 | Seeking The Gold   | Dancing Spree      | 1'34"00       |
| 1988      | Gulch              | États-Unis    | Mr. Prospector   | José A. Santos       | D. Wayne Lukas                    | Peter M. Brant                     | Afleet             | Stacked Pack       | 1'34"60       |
| 1987      | Gulch              | États-Unis    | Mr. Prospector   | Pat Day              | LeRoy Jolley                      | Peter M. Brant                     | King's Swan        | Broad Brush        | 1'34"80       |
| 1986      | Garthorn           | États-Unis    | Believe It       | Rafael Meza          | Robert J. Frankel                 | Jerome S. Moss                     | Love That Mac      | Ladys Secret       | 1'33"60       |
| 1985      | Forzando           | États-Unis    | Formidable       | Don MacBeth          | John Sullivan                     | S. C. Chillingworth                | Mo Exception       | Track Barron       | 1'34"40       |
| 1984      | Fit to Fight       | États-Unis    | Chieftain        | Jerry D. Bailey      | MacKenzie Miller                  | Rokeby Stable                      | A Phenomenon       | Moro               | 1'34"00       |
| 1983      | Star Choice        | États-Unis    | In Reality       | Jorge Velásquez      | John M. Veitch                    | Frances A. Genter                  | Tough Critic       | Johns Gold         | 1'33"80       |
| 1982      | Conquistador Cielo | États-Unis    | Mr. Prospector   | Eddie Maple          | Woody Stephens                    | Henryk de Kwiatkowski              | Silver Buck        | Star Gallant       | 1'33"00       |
| 1981      | Fappiano           | États-Unis    | Mr. Prospector   | Ángel Cordero Jr.    | Jan H. Nerud                      | John A. Nerud                      | Irish Tower        | Amber Pass         | 1'33"80       |
| 1980      | Czaravich          | États-Unis    | Nijinsky         | Laffit Pincay Jr.    | William H. Turner Jr.             | William L. Reynolds                | State Dinner       | Silent Cal         | 1'35"80       |
| 1979      | State Dinner       | États-Unis    | Buckpasser       | Chris McCarron       | William E. Burch                  | Cornelius Vanderbilt Whitney       | Dr Patches         | Sorry Lookin       | 1'34"00       |
| 1978      | Cox's Ridge        | États-Unis    | Best Turn        | Eddie Maple          | Joseph B. Cantey                  | Loblolly Stable                    | Buckfinder         | Quiet Little Table | 1'34"60       |
| 1977      | Forego             | États-Unis    | Forli            | Bill Shoemaker       | Frank Whiteley                    | Lazy F. Ranch                      | Co Host            | Full Out           | 1'34"80       |
| 1976      | Forego             | États-Unis    | Forli            | Heliodoro Gustines   | Frank Whiteley                    | Lazy F. Ranch                      | Master Derby       | Lord Rebeau        | 1'34"80       |
| 1975      | Gold and Myrrh     | États-Unis    | Damascus         | Walter Blum          | William F. Wilmot                 | William B. Wilmot                  | Stop The Music     | Forego             | 1'33"60       |
| 1974      | Arbees Boy         | États-Unis    | Handsome Boy     | Eddie Maple          | George Weckerle                   | Otly Stable                        | Forego             | Timeless Moment    | 1'34"40       |
| 1973      | Tentam             | États-Unis    | Intentionally    | Jorge Velásquez      | MacKenzie Miller                  | Cragwood Stables                   | Key To The Mint    | Kings Bishop       | 1'35"00       |
| 1972      | Executioner        | États-Unis    | The Axe          | Eddie Belmonte       | Eddie Yowell                      | October House Farm                 | Bold Reasoning     | Peace Corps        | 1'35"40       |
| 1971      | Tunex              | États-Unis    | Vertex           | John Ruane           | H. Allen Jerkens                  | Hobeau Farm                        | Protanto           | Knight In Armor    | 1'35"80       |
| 1970      | Nodouble           | États-Unis    | Noholme          | Jorge Tejeira        | J. Bert Sonnier                   | Verna Lea Farm                     | Reviewer           | Dewan              | 1'34"60       |
| 1969      | Arts and Letters   | États-Unis    | Ribot            | Jean Cruguet         | J. Elliott Burch                  | Rokeby Stable                      | Nodouble           | Promise            | 1'34"00       |
| 1968      | In Reality         | États-Unis    | Intentionally    | John L. Rotz         | Melvin Calvert                    | Frances A. Genter                  | Advocator          | Full of Fun        | 1'35"00       |
| 1967      | Buckpasser         | États-Unis    | Tom Fool         | Braulio Baeza        | Edward A. Neloy                   | Ogden Phipps                       | Yonder             | Impressive         | 1'34"60       |
| 1966      | Bold Lad           | États-Unis    | Bold Ruler       | Braulio Baeza        | Edward A. Neloy                   | Wheatley Stable                    | Hedevar            | Tio Viejo          | 1'34"20       |
| 1965      | Gun Bow            | États-Unis    | Gun Shot         | Walter Blum          | Edward A. Neloy                   | Gedney Farm                        | Chieftain          | Affectionately     | 1'34"40       |
| 1964      | Olden Times        | États-Unis    | Relic            | Henry Moreno         | Mesh Tenney                       | Rex C. Ellsworth                   | Quadrangle         | Saidam             | 1'34"40       |
| 1963      | Cyrano             | États-Unis    | Tom Fool         | Bobby Ussery         | John M. Gaver Sr.                 | Greentree Stable                   | George Barton      | Sunrise County     | 1'35"00       |
| 1962      | Carry Back         | États-Unis    | Saggy            | John L. Rotz         | Jack A. Price                     | Katherine Price                    | Merry Ruler        | Rullah Red         | 1'33"60       |
| 1961      | Kelso              | États-Unis    | Your Host        | Eddie Arcaro         | Carl Hanford                      | Bohemia Stable                     | All Hands          | Sweet William      | 1'35"60       |
| 1960      | Bald Eagle         | États-Unis    | Nasrullah        | Manuel Ycaza         | Woody Stephens                    | Cain Hoy Stable                    | First Landing      | Talent Show        | 1'33"60       |
| 1959      | Sword Dancer       | États-Unis    | Sunglow          | Bill Shoemaker       | J. Elliott Burch                  | Brookmeade Stable                  | Jimmer             | Talent Show        | 1'35"20       |
| 1958      | Gallant Man        | États-Unis    | Migoli           | Bill Shoemaker       | John A. Nerud                     | Ralph Lowe                         | Bold Ruler         | Clem               | 1'35"60       |
| 1957      | Traffic Judge      | États-Unis    | Alibhai          | Eddie Arcaro         | James W. Maloney                  | Louis P. Doherty                   | Dedicate           | Greek Spy          | 1'36"00       |
| 1956      | Midafternoon       | États-Unis    | Billings         | William Boland       | Thomas M. Waller                  | Mrs. Edward E. Robbins             | Switch On          | Find               | 1'35"00       |
| 1955      | High Gun           | États-Unis    | Heliopolis       | Anthony DeSpirito    | Max Hirsch                        | King Ranch                         | Artismo            | Full Steam         | 1'35"60       |
| 1954      | Native Dancer      | États-Unis    | Polynesian       | Eric Guerin          | Bill Winfrey                      | Alfred G. Vanderbilt II            | Straight Face      | Jamie K            | 1'35"20       |
| 1953      | Tom Fool           | États-Unis    | Menow            | Ted Atkinson         | John M. Gaver Sr.                 | Greentree Stable                   | Royal Vale         | Intent             | 1'35"80       |
| 1952      | Mameluke           | États-Unis    | Mahmoud          | Gerald Porch         | Sylvester Veitch                  | C. V. Whitney                      | Battlefield        | One Hitter         | 1'36"40       |
| 1951      | Casemate           | États-Unis    | Case Ace         | Dave Gorman          | Robert Dotter                     | James Cox Brady Jr.                | Piet               | Lights Up          | 1'35"40       |
| 1950      | Greek Ship         | États-Unis    | Heliopolis       | Hedley Woodhouse     | Preston M. Burch                  | Brookmeade Stable                  | Piet               | Cochise            | 1'36"60       |
| 1949      | Loser Weeper       | États-Unis    | Discovery        | Hedley Woodhouse     | Bill Winfrey                      | Alfred G. Vanderbilt II            | Vulcan's Forge     | But Why Not        | 1'36"40       |
| 1948      | Stymie             | États-Unis    | Equestrian       | Conn McCreary        | Hirsch Jacobs                     | Ethel D. Jacobs                    | Colosal            | Rippey             | 1'36"80       |
| 1947      | Stymie             | États-Unis    | Equestrian       | Basil James          | Hirsch Jacobs                     | Ethel D. Jacobs                    | Gallorette         | Brown Mogul        | 1'37"40       |
| 1946      | Gallorette         | États-Unis    | Challenger       | Job Dean Jessop      | Edward A. Christmas               | William L. Brann                   | Sirde              | First Fiddle       | 1'37"00       |
| 1945      | Devil Diver        | États-Unis    | St. Germans      | Ted Atkinson         | John M. Gaver Sr.                 | Greentree Stable                   | Alex Barth         | Boy Knight         | 1'36"40       |
| 1944      | Devil Diver        | États-Unis    | St. Germans      | Ted Atkinson         | John M. Gaver Sr.                 | Greentree Stable                   | Alquest            | Boysy              | 1'35"80       |
| 1943      | Devil Diver        | États-Unis    | St. Germans      | George Woolf         | John M. Gaver Sr.                 | Greentree Stable                   | Marriage           | Thumbs Up          | 1'36"60       |
| 1942      | Attention          | États-Unis    | Equipoise        | Don Meade            | Max Hirsch                        | Mrs. Parker Corning                | Pictor             | Market Wise        | 1'36"40       |
| 1941      | Eight Thirty       | États-Unis    | Pilate           | Harry Richards       | Bert Mulholland                   | George D. Widener Jr.              | Bold And Bad       | Hash               | 1'37"20       |
| 1940      | Third Degree       | États-Unis    | Questionnaire    | Eddie Arcaro         | John M. Gaver Sr.                 | Greentree Stable                   | Cant Wait          | War Dog            | 1'35"40       |
| 1939      | Knickerbocker      | États-Unis    | Teddy            | Fred A. Smith        | Pete Coyne                        | Joseph E. Widener                  | Heelfly            | Jacola             | 1'37"20       |
| 1938      | Danger Point       | États-Unis    | Stimulus         | Eddie Arcaro         | Eddie Hayward                     | James D. Norris                    | Snark              | Caballero          | 1'38"00       |
| 1937      | Snark              | États-Unis    | Boojum           | Johnny Longden       | James Fitzsimmons                 | Wheatley Stable                    | Memory Book        | Whopper            | 1'37"80       |
| 1936      | Good Harvest       | États-Unis    | Epinard          | Sam Renick           | Bud Stotler                       | Alfred G. Vanderbilt II            | Whopper            | Singing Wood       | 1'36"40       |
| 1935      | King Saxon         | États-Unis    | Saxon            | Calvin Rainey        | Charles H. Knebelkamp             | Charles H. Knebelkamp              | Singing Wood       | Only One           | 1'38"20       |
| 1934      | Mr. Khayyam        | États-Unis    | Omar Khayyam     | Robert Jones         | Matthew P. Brady                  | Catawba Farm                       | Sun Archer         | Ladysman           | 1'37"00       |
| 1933      | Equipoise          | États-Unis    | Pennant          | Raymond Workman      | Thomas J. Healey                  | Cornelius Vanderbilt Whitney       | Okapi              | Scotch Gold        | 1'37"40       |
| 1932      | Equipoise          | États-Unis    | Pennant          | Raymond Workman      | Thomas J. Healey                  | Cornelius Vanderbilt Whitney       | Sun Meadow         | Mate               | 1'37"00       |
| 1931      | Questionnaire      | États-Unis    | Sting            | Raymond Workman      | Andy Schuttinger                  | James Butler                       | Mokatam            | Aegis              | 1'38"60       |
| 1930      | Jack High          | États-Unis    | John P. Grier    | Linus McAtee         | A. Jack Joyner                    | George D. Widener Jr.              | Balko              | Questionnaire      | 1'35"00       |
| 1929      | Petee-Wrack        | États-Unis    | Wrack            | Steve O'Donnell      | Willie Booth                      | John R. Macomber                   | Buddy Bauer        | Bateau             | 1'40"00       |
| 1928      | Nimba              | États-Unis    | War Cloud        | Harold Thurber       | George M. Odom                    | Marshall Field III                 | Chance Shot        | Scapa Flow         | 1'40"00       |
| 1927      | Black Maria        | États-Unis    | Black Toney      | Frank Coltiletti     | William H. Karrick                | William R. Coe                     | Osmand             | Valorous           | 1'37"40       |
| 1926      | Sarazen            | États-Unis    | High Time        | Fred Weiner          | Max Hirsch                        | Fair Stable                        | Senalado           | Rock Star          | 1'38"00       |
| 1925      | Sting              | États-Unis    | Spur             | Bennie Breuning      | Jimmy Johnson                     | James Butler                       | Shuffle Along      | Serenader          | 1'37"00       |
| 1924      | Laurano            | États-Unis    | Peter Pan        | Harold Thurber       | Johnny Loftus                     | Oak Ridge Stable                   | Bracadale          | Rialto             | 1'38"20       |
| 1923      | Grey Lag           | États-Unis    | Star Shoot       | Earl Sande           | Sam Hildreth                      | Rancocas Stable                    | Dinna Care         | Exodus             | 1'38"00       |
| 1922      | Mad Hatter         | États-Unis    | Fair Play        | Earl Sande           | Sam Hildreth                      | Rancocas Stable                    | Careful            | Sennings Park      | 1'36"60       |
| 1921      | Mad Hatter         | États-Unis    | Fair Play        | Earl Sande           | Sam Hildreth                      | Rancocas Stable                    | Audacious          | Yellow Hand        | 1'37"40       |
| 1920      | Wildair            | États-Unis    | Broomstick       | Eddie Ambrose        | James G. Rowe Sr.                 | Harry Payne Whitney                | Thunderclap        | On Watch           | 1'38"80       |
| 1919      | Lanius             | États-Unis    | Llangibby        | Johnny Loftus        | A. Jack Joyner                    | George D. Widener Jr.              | Flags              | Star Master        | 1'42"40       |
| 1918      | Trompe La Mort     | États-Unis    | Verwood          | Linus McAtee         | Thomas Welsh                      | Joseph E. Widener                  | Old Koenig         | Priscilla Mullens  | 1'38"40       |
| 1917      | Ormesdale          | États-Unis    | Ormondale        | John McTaggart       | Thomas J. Healey                  | Richard T. Wilson Jr.              | Spur               | Borrow             | 1'39"20       |
| 1916      | The Finn           | États-Unis    | Ogden            | Andy Schuttinger     | Edward W. Heffner                 | Harry C. Hallenbeck                | Stromboli          | Spur               | 1'38"00       |
| 1915      | Stromboli          | États-Unis    | Fair Play        | Clarence Turner      | Sam Hildreth                      | August Belmont, Jr.                | Sharpshooter       | Flying Fairy       | 1'39"80       |
| 1914      | Buskin             | États-Unis    | Hamburg          | Charles Fairbrother  | John Whalen                       | John Whalen                        | Figinny            | Rock View          | 1'37"80       |
| 1913      | Whisk Broom II     | États-Unis    | Broomstick       | Joe Notter           | James G. Rowe Sr.                 | Harry Payne Whitney                | G M Miller         | Meridian           | 1'39"00       |
| 1911-1912 | Pas d'édition      | Pas d'édition | Pas d'édition    | Pas d'édition        | Pas d'édition                     | Pas d'édition                      | Pas d'édition      | Pas d'édition      | Pas d'édition |
| 1910      | Fashion Plate      | États-Unis    | Woolsthorpe      | Matt McGee           | William H. Karrick                | Oneck Stable                       | Prince Imperial    | Jack Atkin         | 1'37"80       |
| 1909      | King James         | États-Unis    | Plaudit          | Guy Burns            | John E. Madden                    | Sam Hildreth                       | Fayette            | Juggler            | 1'40"00       |
| 1908      | Jack Atkin         | États-Unis    | Sain             | Carroll H. Shilling  | Herman R. Brandt                  | Barney Schreiber                   | Restigouche        | Don Creole         | 1'38"60       |
| 1907      | Glorifier          | États-Unis    | Hastings         | Charles Garner       | James H. McCormick                | James H. McCormick                 | Okenite            | Roseben            | 1'40"80       |
| 1906      | Grapple            | États-Unis    | Woolsthorpe      | Charles Garner       | Enoch Wishard                     | John A. Drake                      | Dandelion          | Oxford             | 1'39"00       |
| 1905      | Sysonby Race King  | États-Unis    | Melton Tenny     | L. Smith Willie Shaw | Jim McLaughlin James G. Rowe, Sr. | Orville L. Richards James R. Keene |                    | Colonial Girl      | 1'41"60       |
| 1904      | Irish Lad          | États-Unis    | Candlemas        | Willie Shaw          | John E. Madden                    | Herman B. Duryea                   | Toboggan           | Beldame            | 1'40"00       |
| 1903      | Gunfire            | États-Unis    | Hastings         | Tommy Burns          | John W. Rogers                    | William Collins Whitney            | Old England        | Lux Casta          | 1'38"00       |
| 1902      | Arsenal            | États-Unis    | Lamplighter      | J. Daly              | Julius Bauer                      | Arthur L. Featherstone             | Herbert            | Carbuncle          | 1'42"50       |
| 1901      | Banastar           | États-Unis    | Farandole        | George M. Odom       | Charles F. Hill                   | Charles H. Mackay                  | Contestor          | All Green          | 1'42"00       |
| 1900      | Ethelbert          | États-Unis    | Eothen           | Danny Maher          | A. Jack Joyner                    | Perry Belmont                      | Box                | Imp                | 1'41"00       |
| 1899      | Filigrane          | États-Unis    | Galore           | Richard Clawson      | R. Wyndham Walden                 | Alfred & Dave H. Morris            | Ethelbert          | Sanders            | 1'39"25       |
| 1898      | Bowling Brook      | États-Unis    | Ayrshire         | Pete Clay            | R. Wyndham Walden                 | Alfred & Dave H. Morris            | George Keene       | Octagon            | 1'44"00       |
| 1897      | Voter              | États-Unis    | Friars Balsam    | John Lamley          | William Lakeland                  | James R. Keene                     | The Winner         | Casseopia          | 1'40"00       |
| 1896      | Counter Tenor      | États-Unis    | Falsetto         | Anthony Hamilton     | William Lakeland                  | Jacob Ruppert Jr.                  | St Maxim           | Sir Walter         | 1'53"00       |
| 1895      | Pas d'édition      | Pas d'édition | Pas d'édition    | Pas d'édition        | Pas d'édition                     | Pas d'édition                      | Pas d'édition      | Pas d'édition      | Pas d'édition |
| 1894      | Ramapo             | États-Unis    | Pontiac          | Fred Taral           | John J. Hyland                    | Gideon & John Daly                 | Roche              | Henry of Navarre   | 1'52"50       |
| 1893      | Charade            | États-Unis    | Charaxus         | Samuel Doggett       | William R. Jones                  | William R. Jones                   | His Highness       | Illume             | 1'52"25       |
| 1892      | Pessara            | États-Unis    | Pizarro          | Fred Taral           | John S. Campbell                  | Alfred F. Walcott & J. S. Campbell | Locohatchee        | Sleipner           | 1'54"00       |
| 1891      | Tristan            | États-Unis    | Glenelg          | George Taylor        | Louis Stuart                      | L. Stuart & Co.                    | Tenny              | Clarendon          | 1'51"50       |